# Wilhelm Franz Meyer
Friedrich Wilhelm Franz Meyer (Magdeburgo, 2 de setembro de 1856 — Königsberg, 11 de abril de 1934) foi um matemático alemão.
Foi palestrante convidado do Congresso Internacional de Matemáticos em Zurique (1897), Heidelberg (1904) e Bolonha (1928).
Em 1892 foi eleito membro da Academia Leopoldina. Foi editor da Encyklopädie der mathematischen Wissenschaften.